# Amphipterygium
Amphipterygium, biljni rod iz porodice rujevki (Anacardiaceae). Sastoji se od nekoliko vrsta iz Meksika i Srednje Amerike.

## Vrste
1. Amphipterygium adstringens (Schltdl.) Schiede ex Standl.
2. Amphipterygium amplifolium (Hemsl. & Rose) Hemsl. & Rose ex Standl.
3. Amphipterygium glaucum (Hemsl. & Rose) Hemsl. & Rose ex Standl.
4. Amphipterygium molle (Hemsl.) Hemsl. & Rose ex Standl.
5. Amphipterygium simplicifolium (Standl.) Cuevas-Figueroa

## Sinonimi
- Hypopterygium Schltdl.
- Juliania Schltdl.